# Mirgin La
Mirgin La – przełęcz położona we wschodnim Nepalu, w Himalajach, w grupie górskiej Kangczengdzonga Himal, na wysokości 4663 m n.p.m. Znajduje się na drodze z Ghunsy do Yakung, wariantem zachodnim, jako jedna z czterech przełęczy.